# (1302) Werra
(1302) Werra es el asteroide número 1302 situado en el cinturón principal. Fue descubierto por el astrónomo Karl Wilhelm Reinmuth  desde el observatorio de Heidelberg, el 28 de septiembre de 1924. Su designación alternativa es 1924 SV. Está nombrado por el Werra, un río del centro de Alemania.